# Miller-Plattform

Millers Entwurf für einen Eisenbahnwaggons und Kupplungen

Die Miller-Plattform (engl. Miller platform) ist eine Kupplungstyp für Eisenbahnpersonenwagen, die das Ineinanderschieben der Waggons vermeiden soll. Der Erfinder Ezra Miller erhielt am 24. Juli 1866 ein Patent für die Kupplung.